# Яницький Василь Іванович (Герой Радянського Союзу)
Василь Іванович Яницький (15 [28] лютого 1916 — 30 грудня 1992) — учасник Другої світової війни, заступник командира ескадрильї 52-го бомбардувального авіаційного полку (270-ї бомбардувальної авіаційної дивізії, 8-ї повітряної армії Південно-Західного фронту), Герой Радянського Союзу.

## Біографія
Народився 15 (28) лютого 1916 року в селі Старий Кувак (нині — Леніногорського району Татарстану) в сім'ї селянина. Росіянин. Член ВКП(б) з 1943 року. Закінчив 7 класів. Одночасно працював наймитом, потім у колгоспі. Закінчив 2 курси пушно-хутряного технікуму в Казані. По путівці комсомолу направлений в Тамбовське льотне училище ЦПФ, яке закінчив у 1939 році.
У Червоній армії з 1940 року. З 1939 року по 1941 рік працював пілотом у Східно-Сибірському управлінні цивільної авіації.
У січні 1941 року відряджений в Головне управління ВПС. Закінчив курси вищої льотної підготовки.
Учасник Другої світової війни з червня 1941 року. Воював на Південно-Західному фронті молодшим льотчиком бомбардувального полку, потім командиром авіаційної ланки, а з 1942 року — заступником командира авіаційної ескадрильї.
В одному з боїв Яницький вів групу бомбардувальників на бойове завдання. В районі населеного пункту Перелазовсmкий німецьке командування зосередило кілька дивізій, посилених великою кількістю танків. Необхідно було завдати ударів по цим військам. При підході до мети провідна дев'ятка бомбардувальників Яницького лягла на бойовий курс. Зенітна артилерія противника відкрила лютий вогонь. Коли були відкриті бомбові люки, зенітний снаряд пробив підлогу в кабіні Василя і осколок влучив йому в ліву руку. Перемагаючи біль, він продовжував вести літак і вивів групу на ціль. Ведені навіть не підозрювали про те, що їх командир поранений. Літаки відбомбилися, і, тільки коли машини лягли на зворотний курс, він передав командування групою своєму заступнику і попросив штурмана взяти на себе управління. Мужність і льотна майстерність лейтенанта Яницького стали прикладом для льотчиків полку. Про його подвиг командир полку майор А. І. Пушкін доповів командувачу 8-ї повітряної армії генералу Т. Т. Хрюкину, а той наказав негайно оформити та передати до Москви нагородної матеріал.
Указом Президії Верховної Ради СРСР від 12 серпня 1942 року за зразкове виконання бойових завдань командування на фронті боротьби з німецькими загарбниками і проявлені при цьому відвагу і геройство, лейтенанту Василю Івановичу Яницкому присвоєно звання Героя Радянського Союзу з врученням ордена Леніна і медалі «Золота Зірка» (№ 846).
У 1942—1944 роках В. І. Яницький — слухач Військово-повітряної академії. Після війни продовжував службу у ВПС СРСР.
У 1956 році з відзнакою заочно закінчив історичний факультет педагогічного інституту. Працював викладачем тактики в Борисоглєбському військово-авіаційному інституті.
З 1970 року полковник В. І. Яницький — у відставці. Працював головою екскурсійного бюро. Жив у місті Борисоглібськ Воронезької області.
Помер 30 грудня 1992 року.

## Нагороди та звання
Нагороджений орденами Леніна, Червоного Прапора, Вітчизняної війни 1-го ступеня, двома орденами Червоної Зірки, медалями.
Почесний громадянин міста Борисоглєбська.

## Пам'ять
- Похований у Борисоглєбську.
- Ім'ям Героя названа піонерська дружина Дубовської середньої школи Волгоградської області.